# 시가현 제3구
시가현 제3구(滋賀県 第3区)는 일본의 중의원 선거구이다. 1994년 공직선거법으로 신설되었다.

## 지역
- 구사쓰시
- 모리야마시
- 릿토시
- 야스시